# Arthur Benni

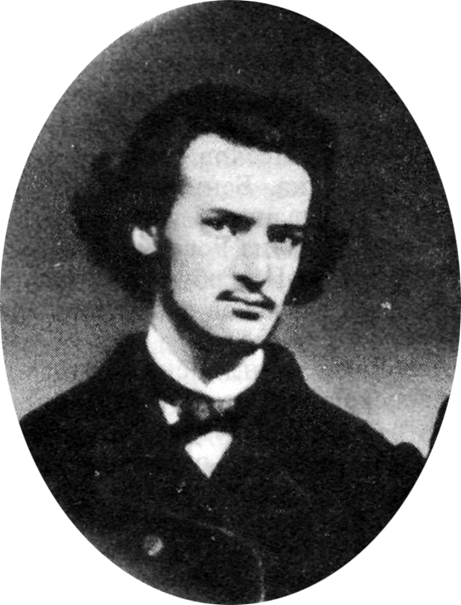
Arthur Benni um 1861

Arthur Wilhelm Benni, russisch Артур Иванович Бенни (* 27. November 1839 in Tomaszów Mazowiecki; † 27. Dezember 1867 in Rom) war ein polnischer Revolutionär und Freiheitskämpfer. In London für Herzen als Journalist und Übersetzer tätig, erhielt Benni 1857 die britische Staatsbürgerschaft. Als Mitarbeiter der Zeitung Kolokol („Die Glocke“) von Herzen nach Russland geschickt, wurde er dort als Sozialist bekannt und als Spion verschrien. Seinen Russland-Aufenthalt verarbeitete Leskow in dem Roman Ohne Ausweg (1865) sowie in dem Bericht Ein rätselhafter Mann (1872).
In der Schlacht bei Mentana – Benni kämpfte dort Anfang November 1867 unter Garibaldi gegen General Kanzler und die französischen Hilfstruppen des Papstes – wurde er verwundet und starb an den Folgen in Rom.

## Leben

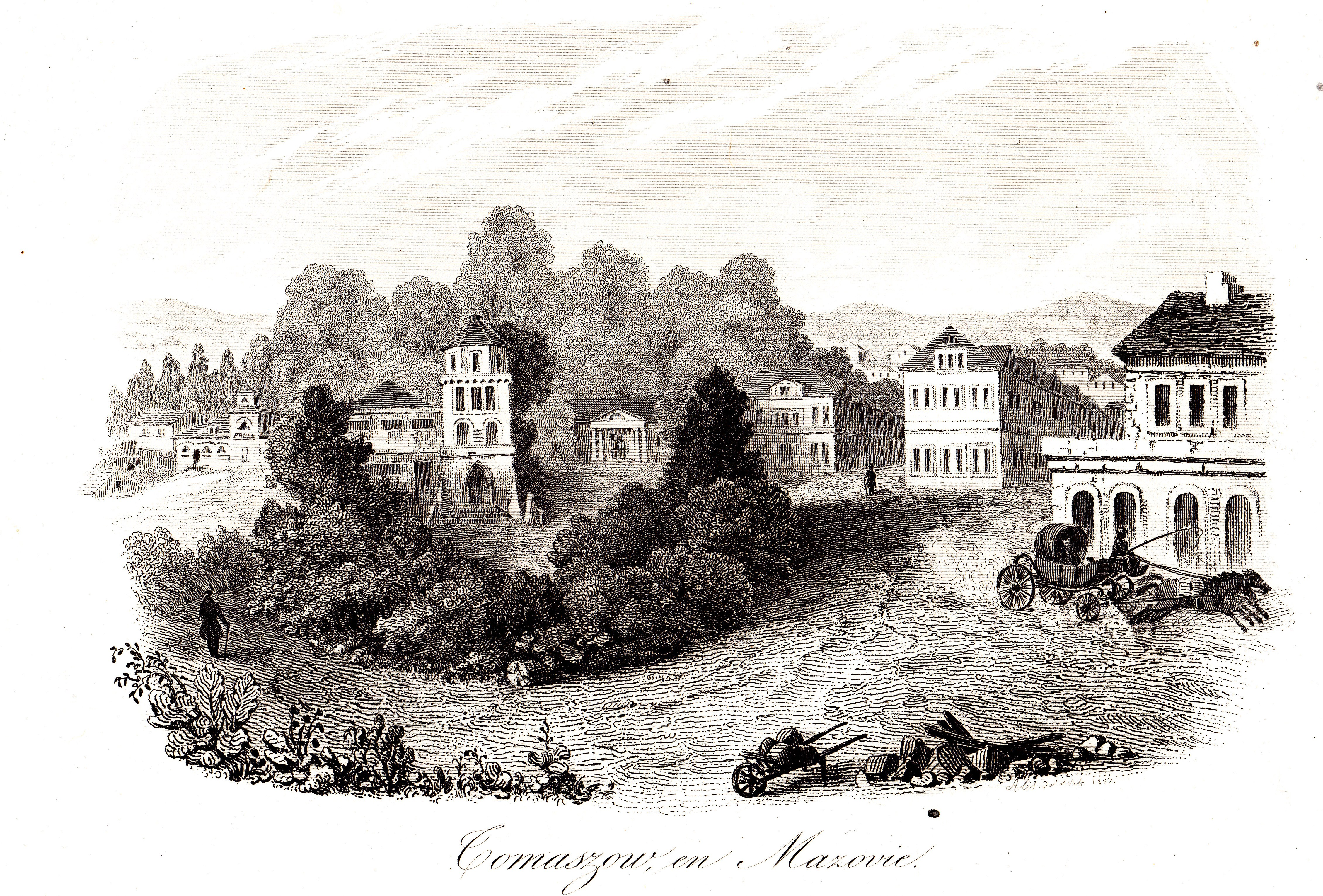
Leonard Chodźko: Bennis Geburtsort Tomaszów Mazowiecki vor 1837

Benni wurde in der Woiwodschaft Łódź in Kongresspolen (im Gouvernement Petrikau) als Sohn des evangelischen Pastors Johann Jakob Benni (1800–1863), eines Hebraisten, geboren. Bennis Mutter Mary White (1800–1874), die den Sohn überlebte, war eine Engländerin. Daheim wurde nur Englisch gesprochen. Arthur hatte zwei Brüder – Hermann (1834–1900) und  Carl (1843–1916) sowie zwei Schwestern – Anna und Marie (1836–1909). Hermann wurde Pastor und Carl praktizierte später als Arzt in Warschau.
Ab 1849 besuchte Arthur das polnische Gymnasium in Petrikau. In England ermöglichte ihm alsdann ein Onkel mütterlicherseits die Ausbildung als Ingenieur. Arthur Benni kam im Verteidigungsministerium unter; trat dem Ingenieurdienst Woolwich Arsenal bei. Auf der Insel lernte er Ende 1858 Herzen, Bakunin, Ogarjow sowie Kelsijew kennen und unterrichtete Herzens Tochter Olga 1859 gab Benni seinen gut dotierten Job auf und wurde Privatsekretär englischer Aristokraten.
In Vorbereitung des Polnischen Aufstandes sandte Herzen Benni in das Zentrum der aufständischen Polen – nach Paris. An der Seite seines Bruders Carl studierte Benni an der Sorbonne Medizin und lernte dort auch Pjotr Dolgorukow, Turgenew, Tatjana Passek und Wladimir Tschuiko kennen.
Im Mai 1861 kehrte Benni nach London zu Herzen zurück. Ende Juni 1861 ging Benni für vier Jahre im Auftrage Herzens nach Russland. Als Abgesandter Herzens wurde Benni in Sankt Petersburg von dem Narodnik Andrei Nitschiporenko aus der Untergrundorganisation Land und Freiheit begeistert empfangen. Der Pole mit englischen Wurzeln sollte herausbekommen, inwieweit die Russen zum Sturz der Monarchie bereit seien. Schon den Petersburger Volkstümlern war das Gesprächsthema peinlich. Auch eine Reise, zusammen mit Nitschiporenko in die Provinz, nach Nischni Nowgorod, Moskau, in das Gouvernement Poltawa und nach Mzensk zu Turgenew brachte nichts beim Auftraggeber Herzen Vorzeigbares. Benni wollte Zugang zum russischen Volke, fand ihn aber nicht. In Moskau lehnten ihn Aksakow und Katkow ab, nicht aber der Redakteur der Russischen Zunge Leskow. Als Benni im September 1861 nach Sankt Petersburg zurückkehrte, kam das Gerücht auf, der Brite sei Agent einer fremden Macht.
Es existieren bis heute lediglich Vermutungen, wer Benni verleumdet haben könnte. Mancher Historiker nimmt zum Beispiel Nitschiporenko und Katkow als potentielle Verleumder an. Letzterer favorisierte eine russische Konstitutionelle Monarchie. Benni unternahm einen Abstecher nach Westeuropa und sprach in London mit Herzen sowie in Paris mit Turgenew über den Misserfolg seiner Mission. Herzen schickte Nikolai Wladimirow nach Russland. In Russland wieder aktiv, versuchte sich Benni 1862 durch journalistische Arbeit an der kurzlebigen Zeitung Russische Wahrheit zu rehabilitieren. Vergeblich, die Verunglimpfung Bennis war gewissen Russen gelungen. Benni beklagte sich in einem Brief vom Mai 1863 bei Herzen darüber: Die polnischen Aufständischen hätten ihn nicht in ihren Reihen gewollt. Trotzdem besuchte der „unerwünschte Spion“ Polen in den Jahren 1862–1864 mehrfach; nahm dort von seinem sterbenden Vater Abschied. 1864 hatte Benni als Redakteur der Nordischen Biene seine ruhigste und produktivsten Zeit in Russland. Nach der Schließung dieses Blattes kam Benni – völlig mittellos – in den Schuldturm und wurde im Oktober 1865 aus Russland ausgewiesen. Zuvor war er noch in den Prozess 32-x gegen die oben erwähnte Organisation Land und Freiheit verwickelt. Der Angeklagte Nitschiporenko starb während des drei Jahre dauernden Verfahrens noch vor der Urteilsverkündung. Turgenew, auch angeklagt, wurde freigesprochen.

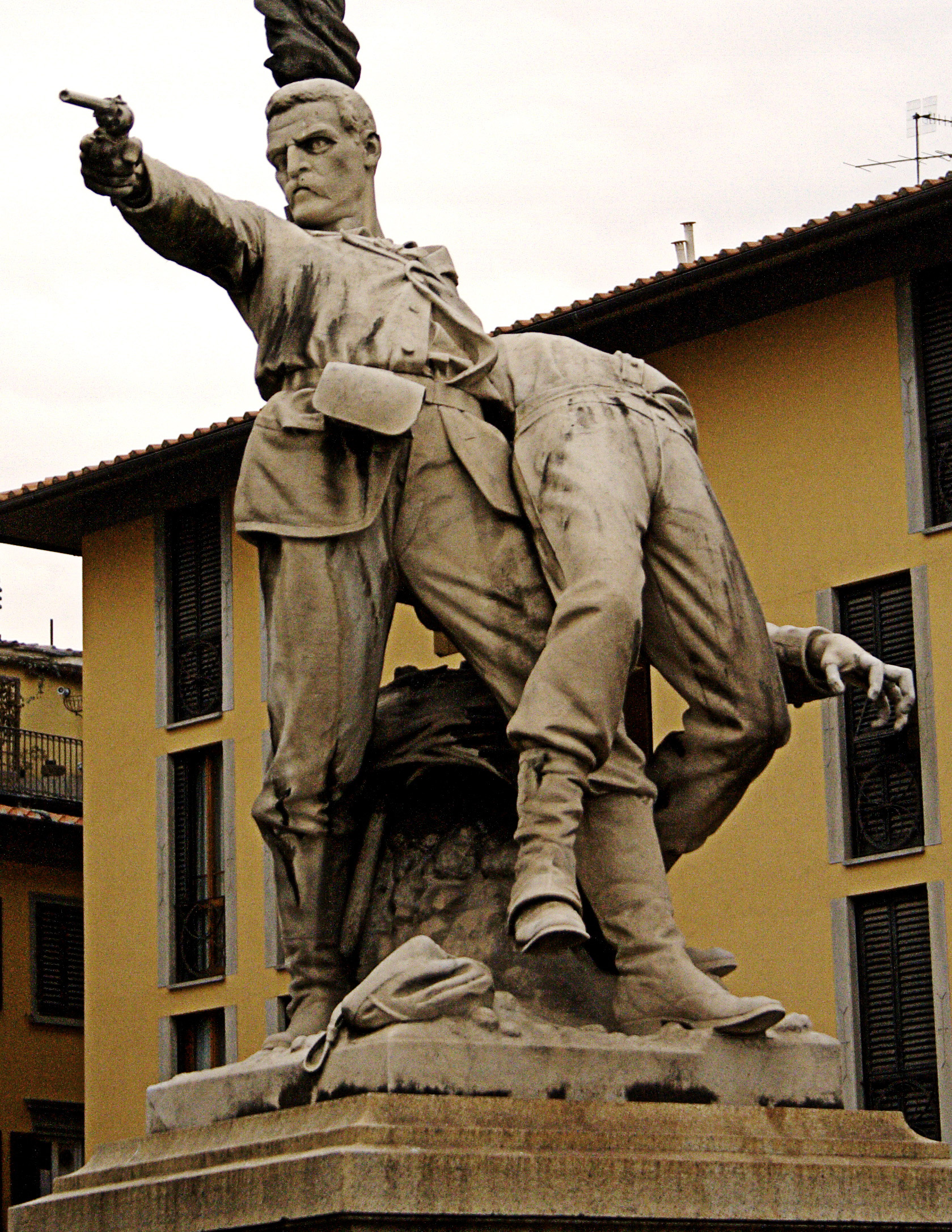
Piazza Mentana in Florenz: Monument zum Gedenken an die Gefallenen der Schlacht bei Mentana

1866 schrieb Benni in der Schweiz für die britische Presse; zum Beispiel für Anthony Trollopes The Fortnightly Review. Benni bat die russische Regierung schriftlich um die Rückkehr in seine polnische Heimat. Schuwalow ging nicht auf das reuevolle Gesuch ein. Benni begab sich darauf als Korrespondent nach Italien. Er schloss sich Garibaldi an, wurde bei Mentana verwundet und geriet in Gefangenschaft. In Rom musste ihm die infizierte Hand amputiert werden. Benni starb an Gangrän.